# Diamond DA 40

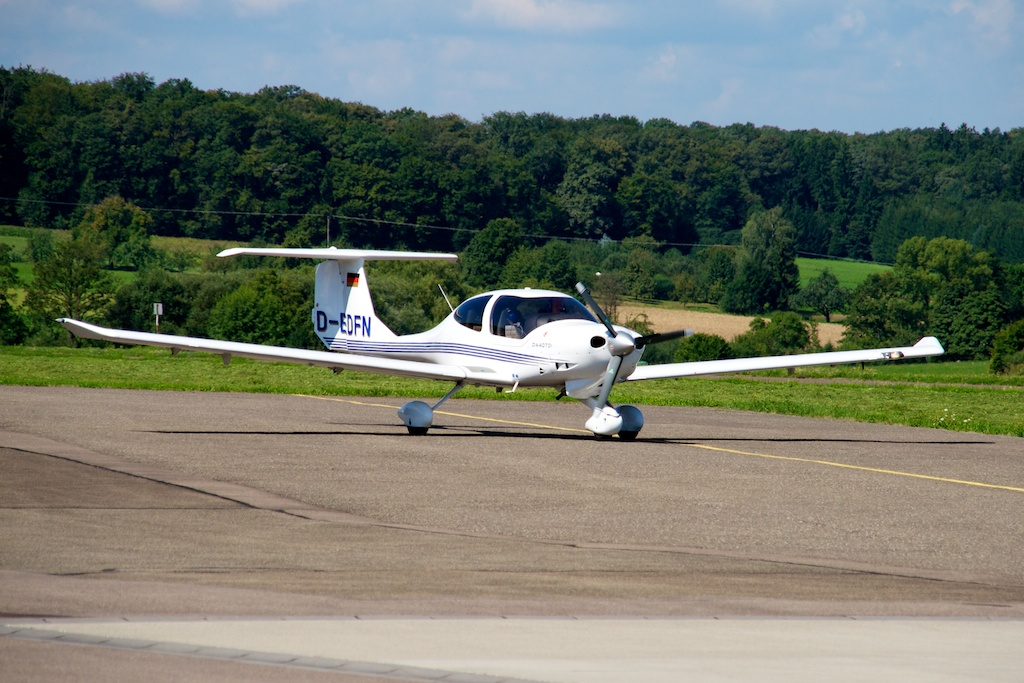
DA 40 TDI Diamond Star mit Dieselmotor Thielert Centurion 1.7

Die DA 40 Diamond Star ist ein viersitziges Leichtflugzeug, das von der österreichischen Firma Diamond Aircraft hergestellt wird. Die Nummer des Typen-Zertifikates der EASA ist A.022.

## Geschichte
Der Erstflug der noch mit einem Rotax-914-Antrieb ausgerüsteten DA 40 (DA 40V1) fand am 5. November 1997 statt. Im Juni 2000 folgte dann die erste Serienmaschine, die nach JAR/FAR-23 zugelassen ist. Das Flugzeug ist hauptsächlich aus faserverstärktem Kunststoff gebaut und ist für seine Wirtschaftlichkeit bekannt. Daher wird es oft als Schulungsflugzeug für die Ausbildung von Privat- sowie Berufspiloten eingesetzt.
Die DA 40 ist mit Standard-Instrumentierung sowie auch mit einem Glascockpit (Garmin G1000) lieferbar. Je nach Ausrüstung kann es für Sichtflug, Nachtflug oder Instrumentenflug zugelassen werden.
Angetrieben wird die DA 40 von einem 134 kW starken Lycoming 5,9-l-Vierzylinder-Boxermotor. Im Gegensatz zu ihrer kleinen Schwester, der Diamond DA20, die auch MoGas verwenden kann, muss die DA 40 mit AVGAS 100LL betrieben werden. Die Produktion der Standardversion findet inzwischen im Zweigwerk in Kanada statt.
Alternativ ist die DA 40 D erhältlich, welche zu Beginn mit einem Dieselmotor von Thielert ausgestattet war. Die DA 40 D zeichnet sich durch einen günstigen Verbrauch bei einem hohen Drehmoment aus. Der Motor kann sowohl mit herkömmlichem Dieselkraftstoff als auch mit Kerosin in jeglichem Mischungsverhältnis betrieben werden. Die hohe Verfügbarkeit von Dieselkraftstoff und Kerosin in Europa sprach ebenfalls für die DA 40 D.
Nach der Insolvenz des Motorenherstellers Thielert kündigte Diamond eine Eigenentwicklung durch die Tochter Austro Engine an. Am 8. April 2010 wurde die Variante DA 40 NG (New Generation) mit dem Motortyp AE300 von der EASA zertifiziert. Die DA 40 XL stellt eine Luxusversion auf Basis der Standard DA 40, die DA 40 F mit Festpropeller eine vereinfachte preiswertere Version dar.

## Betreiber
Die United States Air Force Academy beschaffte 2009 20 Diamond DA 40CS über einen Leasingvertrag mit Blue Sky Aviation und Doss Aviation. Sie wurden als T-52A bei der 557th Flight Training Squadron eingesetzt. Ferner setzt der Jamaica Defence Force Air Wing seit 2006 zwei Maschinen zur Pilotenausbildung ein. Seit 2018 verfügt das österreichische Bundesheer über vier Diamond DA 40 NG als Schulflugzeuge.

## Technische Daten
| Technische Parameter                                          | DA 40                                      | DA 40 D                                    | DA 40 D                                    | DA 40 F                                 | DA 40 NG                                   |
| ------------------------------------------------------------- | ------------------------------------------ | ------------------------------------------ | ------------------------------------------ | --------------------------------------- | ------------------------------------------ |
| Motor                                                         | Lycoming IO-360-M1A                        | Thielert Centurion 1.7                     | Thielert Centurion 2.0                     | Lycoming O-360-A4M                      | Austro Engine AE300                        |
| Leistung (MSL, ISA)                                           | 134 kW (182 PS)                            | 99 kW (135 PS)                             | 114 kW (155 PS)                            | 134 kW (182 PS)                         | 123,5 kW (167 PS)                          |
| Propeller                                                     | hydraulischer 3-Blatt-Verstellpropeller MT | hydraulischer 3-Blatt-Verstellpropeller MT | hydraulischer 3-Blatt-Verstellpropeller MT | 2-Blatt-Fixed-Pitch-Propeller Sensenich | hydraulischer 3-Blatt-Verstellpropeller MT |
| Spannweite                                                    | 11,94 m                                    | 11,94 m                                    | 11,94 m                                    | 11,94 m                                 | 11,63 m                                    |
| Länge                                                         | 8,01 m                                     | 8,01 m                                     | 8,01 m                                     | 8,01 m                                  | 8,01 m                                     |
| Höhe                                                          | 1,97 m                                     | 1,97 m                                     | 1,97 m                                     | 1,97 m                                  | 1,97 m                                     |
| Flügelfläche                                                  | 13,54 m²                                   | 13,54 m²                                   | 13,54 m²                                   | 13,54 m²                                | 13,244 m²                                  |
| Flügelstreckung                                               | 10,5                                       | 10,5                                       | 10,5                                       | 10,5                                    | 10,2                                       |
| Nachgewiesene Dienstgipfelhöhe                                | 5000 m (16400 ft)                          | 5000 m (16400 ft)                          | 5000 m (16400 ft)                          | 5000 m (16400 ft)                       | 5000 m (16400 ft)                          |
| max. Startmasse/Landemasse                                    | 1150 kg / 1150 kg                          | 1150 kg / 1150 kg                          | 1150 kg / 1150 kg                          | 1150 kg / 1150 kg                       | 1280 kg / 1216 kg                          |
| Tankinhalt Standard (nutzbar)                                 | 113,6 l (106 l)                            | 113,6 l (106 l)                            | 113,6 l (106 l)                            | 156 l (152,2 l)                         | 156 l (152,2 l)                            |
| Tankinhalt Long Range (nutzbar)                               | 155,2 l (147,6 l)                          | 155,2 l (147,6 l)                          | 155,2 l (147,6 l)                          | 193 l (189,2 l)                         | 193 l (189,2 l)                            |
| Startstrecke über 15 m Hindernis (MTOW, MSL, ISA)             | 464 m                                      | 635 m                                      | 458 m                                      | 548 m                                   | 584 m                                      |
| Steigleistung (MTOW, MSL, ISA, Flaps UP)                      | 4,8 m/s (945 ft/min)                       | 2,95 m/s (580 ft/min)                      | 4,66 m/s (918 ft/min)                      | 4,57 m/s (900 ft/min)                   | 3,2 m/s (630 ft/min)                       |
| max. Reisegeschwindigkeit (MTOW, 70 % Leistung, 6000 ft, ISA) | 135 KTAS                                   | 121 KTAS                                   | 128 KTAS                                   | 128 KTAS                                | 121 KTAS                                   |
| Kraftstoffverbrauch bei 70 % Leistung                         | 35,9 l/h                                   | 18,5 l/h                                   | 22,1 l/h                                   | 34,8 l/h                                | 22,7 l/h                                   |

Die DA 40 D wird nicht mehr als Neuflugzeug verkauft.